# 劇団木馬座
劇団木馬座（げきだんもくばざ）は日本の幼児・児童向けのぬいぐるみ（着ぐるみ）人形劇団。

## 概要
1946年に影絵作家の藤城清治が中心となり「人形劇場ジュヌ・パントル」(※ジュヌ・パントルの意味は「若い画家」)として結成される。子供たちが親しめるようにと、1952年から「木馬座」に改称。数度にわたる変遷の後、創立50年を契機として2003年から劇団は非営利化され、NPO法人木馬座が継承。

## 沿革
- 1946年　藤城清治が中心となり「人形劇場ジュヌ・パントル」が結成される。
- 1952年　子供たちが親しめる名前として、劇団名が「木馬座」と改称される。
- 1961年　「木馬座ファミリー劇場」を展開。ぬいぐるみ（着ぐるみ）人形劇が創案・開発される。
- 1966年　株式会社として法人化(法人化以前を含めて第1次木馬座、代表者は北牧子)される。日本テレビ放送網系列で「木馬座アワー」（1966年～1970年）を自主提供によって放映。藤城清治の創作によるケロヨンが番組キャラクターとして誕生し、一世を風靡する。
- 1967年　「木馬座と遊ぼう」（1969年9月まで）が日本テレビ放送網系列で放映される。映画「ケロヨンのぼうけん」を自主製作。「ケロヨンの大自動車レース」や「海に落ちたピアノ」等の映画作品も後に製作される。
- 1971年　武道館公演での大量の二重発券が大きな問題となる。信用失墜による経営不振から、新たな営業会社「株式会社 劇団木馬座」(第2次木馬座)を長嶋武彦と新設。藤城清治が設立時の代表者となり、それまでの社員たちも新社へと移る。
- 1971年12月　約1億7,000万円(※当時)の負債を抱え倒産。[1]
- 1972年　経営方針の衝突により藤城清治が木馬座を離れる。代表に長嶋武彦(元.現代芸術社代表)と安田光雄(元.現代芸術社経理担当)が就任し、営業会社の経営にあたる。社員・出演者・スタッフの大半は木馬座に残留したため、藤城清治は「ジュヌ・パントル(創立時の名称)」として新たに活動を開始する。[1]
- 1983年　東宝ビデオ（株式会社東宝 ビデオ事業部）から「木馬座ぬいぐるみ人形劇シリーズ」の映像ソフトを販売。作品はピノキオ、シンデレラ、にんぎょ姫等、全14作品12タイトル。※このビデオソフト化が日本初の「ぬいぐるみ人形劇」のソフト化である。
- 1986年　経営不振から新たな営業会社「株式会社木馬座」(第3次木馬座)を新設。商標権や制作著作を含む営業権が移転され、レストラン事業等へも進出。経営の多角化が図られる。
- 1987年　経営陣が刷新され、長嶋武彦は木馬座を離れる。世代交代が進み、木馬座の観客であった第二世代へと経営が継承される。
- 1988年　劇団への専業化が改めて図られ、公演に特化した新たな営業会社(第4次木馬座)が新設される。
- 1992年　商標法改正に伴って新設されたサービスマークを出願(審査を経て取得)する。それ以前よりの既得商標(分類は印刷物／文言と馬の図形)も含め、営業権や著作権(肖像権・版権)等の無形財産に関する知財管理が促進される。
- 1995年　阪神大震災での被災者を支援するため、被害の大きかった神戸市の長田区と須磨区において野外でのボランティア公演を実施。
- 2003年　法の制定に伴い「非営利活動(NPO)法人木馬座」が創設される。創立50周年を契機として、人材教育事業や制作請負事業以外の劇団部門(公演事業)が非営利活動へと移行される。
- 2013年　知的財産権(営業権、商標権、著作権等)が「木馬座株式会社」(第4次木馬座)に改めて集約(それ以前の法人は経営継承の過程で全て消滅)される。なお、劇団活動は2003年より非営利活動化され、NPO法人木馬座が継承。

## 過去のテレビ放送番組
- 「木馬座アワー」1966年11月21日～1970年3月28日、日本テレビ放送網系列、月～土11:00～11:20 （再放送：同日17:30～17:50）

- 「木馬座と遊ぼう」1967年10月5日～1969年9月　日本テレビ放送網系列、木曜19:30～20:00（1967年10月～1968年3月）→土曜18:00～18:30（1968年4月～1969年9月）

- 「カエルの冒険」1967年10月～1968年4月日本テレビ放送網系列、木曜11:00～11:20、17:30～17:45

※よみうりテレビ、四国放送、仙台放送、山口放送、琉球放送、札幌テレビ放送、信越放送、山形放送に時差ネット。
- 「木馬座タイム ベーパック」1970年7月13日～1972年3月31日、東京12チャンネル（現・テレビ東京）、月～金17:15～17:30など。
- 「ケロヨンと遊ぼう」1971年4月～9月、TBS系列、月～金17:35～17:45
- 「ケロヨンと三人組」1971年10月～12月31日、日本テレビ放送網系列、月～土8:05～8:20

※いずれの番組もカラー16ミリフィルム製作。

## 主な作品（演目）
［木馬座以前］
- ヘンゼルとグレーテル（人形音楽劇／ギニョール）
- 雪の女王（　〃　）

［第1次木馬座］
- せむしの子馬（影絵音楽劇）
- 泣いた赤鬼（　〃　）
- 牛若丸（　〃　）
- ふたごの星（　〃　）
- 人魚姫（　〃　）
- 銀河鉄道の夜（　〃　）
- 赤ずきん
- ピノキオ
- ヘンゼルとグレーテル
- 眠りの森のお姫さま
- 五月三十五日
- 白雪姫
- ゆかいな泥棒たち
- オズの魔法つかい
- 木馬の冒険
- せむしの子馬
- ふしぎの国のアリス
- ピーターパン
- シンドバットの冒険
- シンデレラ
- アラジンとまほうのランプ
- くるみ割り人形
- 青い鳥
- 長靴をはいた猫
- 孫悟空
- 水の子トム
- おやゆび姫
- 宝島
- ケロヨンのぼうけん
- 長靴をはいた猫ブーヨン
- ケロヨンの大自動車レース
- ケロヨン万国博へ行く
- 真夏の夜の夢
- リンカーン

［第2次木馬座］
- 白鳥の王子
- ライオンのめがね
- ねむり姫
- シンデレラ
- ピノキオ
- ヘンゼルとグレーテル
- にんぎょひめ
- ピーターパン
- アルプスの少女ハイジ
- 白雪姫と七人の小人
- スサノオのぼうけん
- 白鳥の湖
- おやゆび姫
- こぶとりじいさん
- ぶんぶくちゃがま
- マッチ売りの少女
- さるかにがっせん
- 一休さん
- はくちょうとコアラ

［第3次木馬座］
- ヘンゼルとグレーテル（野外劇）
- はくちょうの湖
- シンデレラ

［第4次木馬座］
- 白雪姫と七人のこびと
- ヘンゼルとグレーテル
- マッチ売りの少女
- はくちょうの湖
- シンデレラ
- 愉快な音楽隊ブレーメンズ
- こぶとりじいさん
- 三匹のこぶた
- ブレーメンのおんがくたい

## ビデオソフト
「劇団木馬座ぬいぐるみ人形劇シリーズ」（第2次木馬座）
※日本初のぬいぐるみ人形劇の映像ソフト。1983年発売、発売は全て東宝ビデオ（東宝 映像事業部/東宝ビデオ事業部）、各60分収録、セル＆レンタル、価格は各14,800円。
※2019年現在、全て廃盤。
- 白雪姫と７人のこびと　TA-0090-V、β
- シンデレラ TA-0091-V、β
- ピーターパン TA-0092-V、β
- ピノキオ TA-0093-V、β
- アルプスの少女ハイジ TA-0094-V、β
- こぶとりじいさん TA-0095-V、β
- ねむりひめ TA-0096-V、β
- おやゆび姫、さるかにかっせんTA-0097-V、β (30分×2本立て)
- にんぎょひめ TA-1201-V
- マッチ売りの少女、一休さん TA-1202-V (30分×2本立て)
- 白鳥の湖　TA-1203-V
- ぶんぶくちゃがま　TA-1204-V

※TA-0090からTA-0097まではVHS方式とベータ(β)方式の二方式でビデオ化された。TA-1201からはVHS方式のみビデオ化された。いずれもカラー、NTSC、ノーマルモノラル(Hi-Fi音声なし)、1989年10月全てのタイトルが生産終了、以後廃盤。
※出演・制作：劇団木馬座（第2次）
※制作協力：株式会社日本VTR
※企画・製作著作：東宝株式会社
「ケロヨンビデオシリーズ」（第1次木馬座）
※2019年現在、VHSとLDは全て廃盤。
※日本ビデオ映像（JVD）による初ビデオ化がされ、続いてLDもリリースされ、後年DVD化された作品。
- ケロヨンのぼうけん

※発売／日本ビデオ映像：VHS（14,800円）、アルファレコード：全長版LD（9,800円）→後にカット版がDVD化された（発売：コロムビアエンタテイメント）
- ケロヨンの大自動車レース

※発売／日本ビデオ映像：VHS（14,800円）、アルファレコード：全長版LD（9,800円）→後にカット版がDVD化された（発売：コロムビアエンタテイメント）
※全長版はVHSとLDでしか見る事が出来ない。DVDは作品内で使用されている楽曲の権利処理が出来なかった為、当該曲目の部分がカットされ短縮版になっている。
※出演・制作：劇団木馬座（第1次）
※企画・制作：日本ビデオ映像株式会社

## 付随情報
- サッカー解説者の松木安太郎は、1962年～1965年の間（およそ幼稚園時代から小学校2年生・3年生の頃）藤城清治主宰の人形劇団「木馬座」で、ケロヨンの相棒「もぐらのモグちゃん」の着ぐるみに入って舞台に出演をしていた。これらのエピソードは、松木が自身の過去を振り返るテレビ番組で当時のOBを訪ねた際に語られ、テレビ放送された。